# Toxoproctis bifurcata
Toxoproctis bifurcata är en fjärilsart som beskrevs av Van Eecke 1928. Toxoproctis bifurcata ingår i släktet Toxoproctis och familjen tofsspinnare. Inga underarter finns listade i Catalogue of Life.